# Luci Flavi Honorat Lucilià
Luci Flavi Honorat Lucilià (llatí: Lucius Flavius Honoratus Lucilianus) fou un polític i senador de l'Imperi Romà al segle iii. Entre el 236 i el 238 dC fou governador de la província de Mèsia Inferior.